# NOAA Weather Radio
NOAA Weather Radio (сокр. NWR) — национальная система радиооповещения в США, управляемая Национальным управлением океанических и атмосферных исследований (NOAA). Система предназначена для круглосуточной передачи оперативной информации о погодных условиях, стихийных бедствиях, техногенных катастрофах и других чрезвычайных ситуациях.

## Описание
NOAA Weather Radio транслирует сообщения в режиме 24/7 на специальных радиочастотах в диапазоне 162,400—162,550 МГц, находящихся вне обычного FM-диапазона. Для приёма необходимы специальные радиоприёмники, поддерживающие эти частоты.
Система покрывает почти всю территорию США с помощью более чем 1000 передатчиков. Основная цель сети — своевременное предупреждение населения о:
- ураганах, торнадо, наводнениях и других погодных явлениях;
- землетрясениях и цунами;
- пожарах и химических авариях;
- террористических угрозах и других неотложных ситуациях.

## Интеграция с EAS
NWR является важной частью Системы экстренного оповещения (Emergency Alert System, EAS). При активации EAS соответствующее сообщение передаётся через NOAA Weather Radio одновременно с эфирным радио, телевидением и кабельными сетями.
Кроме того, многие радиоприёмники, поддерживающие технологию SAME (Specific Area Message Encoding), могут фильтровать сообщения по географическим зонам, позволяя получать только актуальные оповещения для конкретного региона.

## История
Идея специализированной сети радиооповещения возникла в 1950-х годах. Официальный запуск системы состоялся в начале 1970-х годов. Со временем сеть расширялась и модернизировалась, включая автоматизацию передачи сообщений и интеграцию с современными технологиями предупреждения.

## Частоты трансляции
NOAA Weather Radio использует семь основных каналов:
- 162,400 МГц
- 162,425 МГц
- 162,450 МГц
- 162,475 МГц
- 162,500 МГц
- 162,525 МГц
- 162,550 МГц